# 维莱尔圣马丁
维莱尔圣马丁（法語：Villers-Saint-Martin）是法国杜省的一个市镇，位于该省北部，属于贝桑松区。该市镇总面积8.9平方公里，2009年时的人口为213人。

## 人口
维莱尔圣马丁人口变化图示